# Bechhofen (Mittelfranken)
Bechhofen (også: Bechhofen an der Heide)er en købstad i Landkreis Ansbach i Regierungsbezirk Mittelfranken i den tyske delstat Bayern.

## Nabokommuner
Arberg, Burk, Burgoberbach, Ehingen, Herrieden, Ornbau, Weidenbach, Wieseth

## Inddeling
Bechhofen, Aub, Birkach, Burgstallmühle, Fröschau, Großenried, Heinersdorf, Kallert, Kaudorf, Kleinried, Königshofen, Lettenmühle, Liebersdorf, Mörlach, Oberkönigshofen, Reichenau, Röttenbach, Rohrbach, Rottnersdorf, Sachsbach, Selingsdorf, Thann, Voggendorf, Waizendorf, Weidendorf, Weihermühle, Wiesethbruck, Winkel.